# یواس‌سی‌جی‌سی ایستویند (دبلیوای‌جی‌بی-۲۷۹)
یواس‌سی‌جی‌سی ایستویند (دبلیوای‌جی‌بی-۲۷۹) (به انگلیسی: USCGC Eastwind (WAGB-279)) یک کشتی بود که طول آن ۲۶۹ فوت (۸۲ متر) بود. این کشتی در سال ۱۹۴۴ ساخته شد.